# Distrito de Alto Adigio

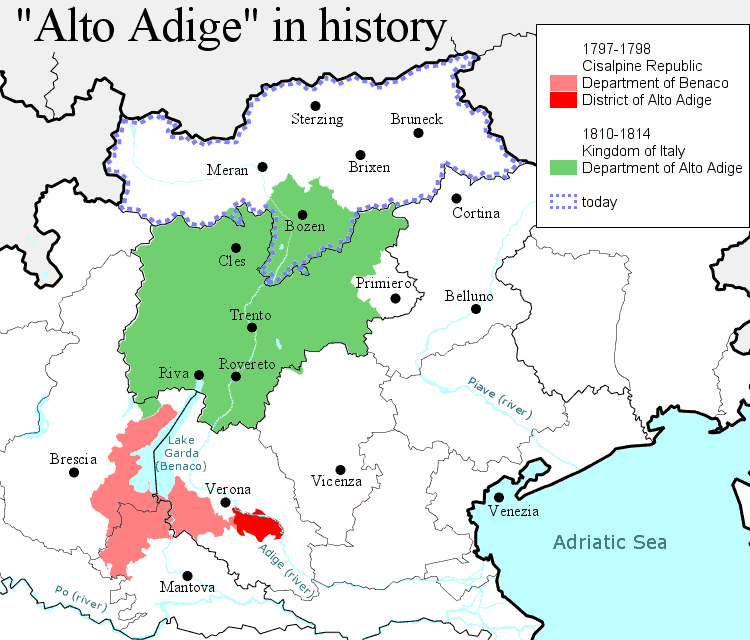
El Distrito de Alto Adigio en color rojo, como parte del "Departamento de Benaco" en color rosa.

El Distrito de Alto Adigio fue un distrito en el "Departamento de Benaco" de la República Cisalpina de Napoleón, en el norte de Italia. Existió únicamente entre 1797 y 1798.

## Historia
Bajo la República Cisalpina se creó el distrito de Alto Adigio (en italiano: Distretto dell' Alto Adige) como parte del efímero "Departamento de Benaco". El Distrito de Alto Adigio incluía algunos municipios de la actual provincia de Verona.
El "Departamento de Benaco", que fue creado en 1797 e incluía algunos territorios de la actual Provincia de Trento y la Provincia de Verona, fue disuelto en 1798 junto con el Distrito de Alto Adigio después de una reorganización estructural de la primera república italiana de Napoleón.
El nombre "Alto Adigio" fue utilizado nuevamente por los franceses en 1810, a pocos kilómetros al norte del Distrito de Alto Adigio en el curso superior del río Adigio, cuando se creó el Departamento de Alto Adigio. La anterior existencia de este departamento inspiró el uso del nombre "Alto Adigio" por parte de Ettore Tolomei para definir toda la región del Reino de Italia alrededor de Bolzano.